# Cassiopea frondosa
Cassiopea frondosa är en manetart som först beskrevs av Peter Simon Pallas 1774.  Cassiopea frondosa ingår i släktet Cassiopea och familjen Cassiopeidae. Inga underarter finns listade i Catalogue of Life.